# Primera División de la República Federal de Yugoslavia 2000-01
La Primera División de la República Federal de Yugoslavia, en su temporada 2000-01, fue la 9ª edición del torneo; en esta participaron clubes de la actual Serbia y de Montenegro; el campeón fue el club Estrella Roja de Belgrado que consiguió el 22° título en su historia. 

## Formato de competición
Los mejores dieciocho clubes del país participaron en la competición y se agrupan en un único grupo en que se enfrentan dos veces a sus oponentes. Al final de la temporada los cuatro últimos de la clasificación son relegados y sustituidos por los cuatro mejores clubes de la Segunda Liga.

## Primera Liga
| Pos | Club                   | PJ | PG | PE | PP | GF | GC | DG  | Pts |
| --- | ---------------------- | -- | -- | -- | -- | -- | -- | --- | --- |
| 1.  | Estrella Roja Belgrado | 34 | 28 | 4  | 2  | 93 | 20 | +73 | 88  |
| 2.  | Partizan Belgrado      | 34 | 28 | 2  | 4  | 94 | 36 | +58 | 86  |
| 3.  | Obilić Belgrado        | 34 | 19 | 6  | 9  | 53 | 37 | +16 | 63  |
| 4.  | Sartid Smederevo       | 34 | 17 | 3  | 14 | 49 | 47 | +2  | 54  |
| 5.  | OFK Belgrado           | 34 | 15 | 5  | 14 | 52 | 45 | +7  | 50  |
| 6.  | Vojvodina Novi Sad     | 34 | 13 | 8  | 13 | 51 | 36 | +15 | 47  |
| 7.  | Sutjeska Nikšić        | 34 | 14 | 4  | 16 | 52 | 64 | -12 | 46  |
| 8.  | Železnik Belgrado      | 34 | 12 | 8  | 14 | 49 | 56 | -7  | 44  |
| 9.  | Radnički Kragujevac    | 34 | 13 | 5  | 16 | 38 | 52 | -14 | 44  |
| 10. | Čukarički Belgrado     | 34 | 13 | 4  | 17 | 42 | 50 | -8  | 43  |
| 11. | Zemun Belgrado         | 34 | 11 | 9  | 14 | 38 | 46 | -8  | 42  |
| 12. | Hajduk Kula            | 34 | 12 | 6  | 16 | 45 | 51 | -6  | 42  |
| 13. | Zeta Golubovci         | 34 | 11 | 9  | 14 | 38 | 50 | -12 | 42  |
| 14. | Rad Belgrado           | 34 | 12 | 5  | 17 | 49 | 58 | -9  | 41  |
| 15. | Budućnost Podgorica    | 34 | 11 | 5  | 18 | 29 | 48 | -19 | 38  |
| 16. | Napredak Kruševac      | 34 | 8  | 10 | 16 | 38 | 63 | -25 | 34  |
| 17. | Radnički Niš           | 34 | 9  | 5  | 20 | 30 | 60 | -30 | 32  |
| 18. | Milicionar Belgrado    | 34 | 8  | 6  | 20 | 29 | 50 | -21 | 30  |

### Máximos Goleadores
| Goles               | Jugador                | Club |
| ------------------- | ---------------------- | ---- |
| Peter Divić         | OFK Belgrado           | 27   |
| Dejan Osmanovic     | Hajduk Kula            | 25   |
| Michael Pjanović    | Estrella Roja Belgrado | 23   |
| Vladimir Ivic       | FK Partizan            | 20   |
| Damir Čakar         | Sutjeska Niksic        | 19   |
| Saša Ilić           | FK Partizan            | 19   |
| Borislav Stevanovic | Rad Belgrado           | 19   |

## Segunda Liga
| Pos | Club              | PJ | PG | PE | PP | GF | GC | DG | Pts |
| --- | ----------------- | -- | -- | -- | -- | -- | -- | -- | --- |
| 1.  | Mladost Apatin    |    |    |    |    |    |    |    |     |
| 2.  | Mladost Lučani    |    |    |    |    |    |    |    |     |
| 3.  | Zvezdara Belgrado |    |    |    |    |    |    |    |     |
| 4.  | Rudar Pljevlja    |    |    |    |    |    |    |    |     |